# Ballana latera
Ballana latera är en insektsart som beskrevs av Delong 1937. Ballana latera ingår i släktet Ballana och familjen dvärgstritar. Inga underarter finns listade i Catalogue of Life.